# 石川出
石川 出（いしかわ いずる、1987年4月18日 - ）は、沖縄県浦添市出身のハンドボール選手。日本ハンドボールリーグの琉球コラソン所属。

## 経歴
興南高等学校時代は主将として活躍し、高校選抜・高校総体・国民体育大会優勝の3冠を経験。同学年には棚原良、東長濱秀希が在籍していた。
高校卒業後は日本体育大学へ進学。2009年の第52回全日本学生ハンドボール選手権大会では4年連続優勝に貢献し、優秀選手賞（ベストセブン）を受賞した。
2010年に日本ハンドボールリーグの大崎電気へ加入。背番号は「20」。
2012年の第17回ヒロシマ国際ハンドボール大会で日本代表に選出。
2014年には第17回アジア競技大会の日本代表に選出された。
2014-15年シーズンから背番号を「18」へ変更。
2015-16年シーズン限りで大崎電気を退団。
2016年7月に地元・沖縄の琉球コラソンへ移籍。背番号は「17」。移籍に関して「コラソン創設時から入りたいと思っていた。来年30歳ですし、20代の間に沖縄へ帰りたいなという思いがあった。東京オリンピックを目指すのであれば、出場機会を増やすというのも一つの要因」と話している。2016-17年シーズンは全16試合に出場し、リーグ3位タイの87得点を記録。
シーズン終了後の4月12日に2017-18年シーズンの契約に合意したことが発表された。
2017-18年シーズンから背番号を「7」へ変更。同シーズンはリーグ10位のフィールド得点（94得点）を記録した。
2018-19年シーズンから主将に就任。2018年11月17日の大同特殊鋼戦で通算400得点を達成した。

## 詳細情報

### 年度別成績
| 年       | チーム   | 試合 | フィールド 得点 | 率   | 7m  | 合計    | 警告 | 退場 | 失格 |
| -------- | -------- | ---- | --------------- | ---- | --- | ------- | ---- | ---- | ---- |
| 2010-11  | 大崎電気 | 14   | 40/75           | .533 | 0/0 | 40/75   | 3    | 3    | 0    |
| 2011-12  | 大崎電気 | 14   | 32/67           | .478 | 0/0 | 32/67   | 3    | 2    | 0    |
| 2012-13  | 大崎電気 | 15   | 29/54           | .537 | 0/0 | 29/54   | 7    | 3    | 0    |
| 2013-14  | 大崎電気 | 12   | 10/15           | .667 | 0/0 | 10/15   | 2    | 1    | 0    |
| 2014-15  | 大崎電気 | 12   | 23/38           | .605 | 0/0 | 23/38   | 1    | 2    | 0    |
| 2015-16  | 大崎電気 | 16   | 36/58           | .621 | 0/0 | 36/58   | 4    | 4    | 0    |
| 2016-17  | 琉球     | 16   | 87/168          | .518 | 0/0 | 87/168  | 2    | 4    | 0    |
| 2017-18  | 琉球     | 20   | 94/209          | .450 | 0/1 | 94/210  | 4    | 0    | 0    |
| 2018-19  | 琉球     | 23   | 90/208          | .433 | 5/7 | 95/215  | 6    | 4    | 0    |
| JHL：9年 | JHL：9年 | 142  | 441/892         | .494 | 5/8 | 446/900 | 32   | 23   | 0    |

- 各年度の太字はリーグ最高

### 記録

#### 日本ハンドボールリーグ
- 通算400得点：2018年11月17日、対大同特殊鋼戦（中村スポーツセンター）[17]

### 背番号
- 20 (2010年 - 2014年)
- 18 (2014年 - 2016年)
- 17 (2016年 - 2017年)
- 7 (2017年 - )